# Infanterie-Division Hamburg
Die Infanterie-Division Hamburg war eine deutsche Infanteriedivision im Zweiten Weltkrieg. 

## Divisionsgeschichte
Die Infanterie-Division Hamburg, ursprünglich als 324. Infanterie-Division aufgestellt, wurde am 4. März 1945 als sogenannte Alarmdivision im Zuge der 34. Aufstellungswelle sehr kurzfristig bis zum 8. März 1945 aufgestellt. Die Aufstellung erfolgte im Wehrkreis X. Am 10. März 1945 erfolgt die Umbenennung in Infanterie-Division Hamburg.
Der Stab der Division wurde direkt nach Essen geschickt und bildete dort die neu aufgestellte Division z.b.V. 618. In der Division z.b.V. 618, welche offiziell nur einige Tage existierte, wurden die restlichen Kampfeinheiten der ehemaligen Infanterie-Division Hamburg zusammengefasst.
Die Regimenter der Division wurden erst nach Wesel geschickt und dort anderen Einheiten zugewiesen, ohne dass die versendende Division aufgelöst wurde. Die Regimenter kämpften Anfang April in der Heeresgruppe B der Armeeabteilung Lüttwitz zugewiesen um Essen.
Um den 15. April 1945 wurde die Division im Ruhrkessel gemeinsam mit der Armeeabteilung vernichtet. Die verbliebenen Truppenteile gingen anschließend in amerikanische Kriegsgefangenschaft.
Kommandeur war der Generalmajor/Generalleutnant Walter Steinmüller, ehemaliger Kommandeur der 331. und 346. Infanterie-Division.

## Gliederung
- Grenadier-Regiment 558 (später Grenadier-Regiment Hamburg 1) mit jeweils zwei Bataillonen
- Grenadier-Regiment 559 (später Grenadier-Regiment Hamburg 2) mit jeweils zwei Bataillonen
- Artillerie-Regiment 324 mit jeweils zwei Bataillonen
- Füsilier-Bataillon 324
- Pionier-Bataillon 324
- Nachrichten-Bataillon 324